# Kostomlaty pod Milešovkou (hrad)
Kostomlaty jsou zřícenina šlechtického hradu z první poloviny 14. století na kopci Kostomlaty nad obcí Kostomlaty pod Milešovkou, podle níž získaly název. Jedná se o hrad bergfritového typu s dvoudílnou dispozicí. Stal se součástí predikátu Kostomlatských z Vřesovic. Byl opuštěn na konci 16. století. Od roku 1964 je chráněn jako kulturní památka.

## Historie
V turistických průvodcích a mapách bývá někdy hrad – s odkazem na Václava Hájka z Libočan – nesprávně nazýván Sukoslav. Ve své kronice vypráví Hájek vymyšlený příběh o předáku Sukoslavovi, který bojoval s knížetem Hostivítem. Tento Sukoslav měl v roce 880 poblíž Bíliny založit hrad, který pojmenoval podle svého jména. Hostivít ani Sukoslav nejsou historické postavy, hrady se koncem 9. století ještě nestavěly, ztotožnění Sukoslavi s Kostomlaty neuvádí ani Hájek. V soudobých písemných pramenech se tento název nevyskytuje, používat se začal až v 19. století.
Ve skutečnosti hrad založili někdy po roce 1300 páni z Rýzmburka, nazývaní také páni z Oseka, původně Hrabišici. První písemná zmínka o hradu pochází z roku 1333, kdy ho Boreš z Oseka prodal Chotěborovi z Herštejna. Hrad byl v té době manstvím hradu Rýzmburka (Oseka). Dva roky nato prodal Chotěbor Kostomlaty markraběti moravskému, pozdějšímu českému králi a císaři Karlovi IV. Hrad se tak stal manstvím českého krále. Neznámo kdy udělil Karel IV. hrad v léno pánům ze Žerotína. Dokládá to fakt, že v roce 1370 instaloval nového faráře do Kostomlat Habart starší ze Žerotína. V roce 1388 prodal Plichta ze Žerotína hrad Jindřichu Škopkovi z Dubé.
Majitel hradu za husitských válek Albrecht Škopek z Dubé byl komtur řádu německých rytířů v české provincii. Husité během válek Kostomlaty několikrát oblehli, poničili je, ale nedobyli. Na jaře roku 1434 hrad spolu s hotovostmi z Loun, Slaného a Žatce oblehl husitský hejtman Jakoubek z Vřesovic. Obléhání hradu začalo někdy mezi 9. a 21. dubnem a kromě vojska žatecko-lounského svazu se jej zúčastnily oddíly z Litoměřic a pravděpodobně i z měst ovladaných Jakoubkem z Vřesovic, tj. z Bíliny, Ústí nad Labem, Žlutic a dalších. Cílem husitů bylo získat významný opěrný bod, zadržet vojska severočeské katolické šlechty před účastí v bitvě u Lipan, ale také Jakoubkův osobní prospěch.
Albrecht z Dubé se účastnil obrany hradu a je v Kostomlatech doložen 21. dubna, kdy napsal dopis velmistru Pavlu Russdorfovi. V něm velmistra informoval o potravinové pomoci v hodnotě sta kop (snad pražských grošů), kterou na hrad dovezl hejtman mosteckého hradu Hans Maxin a již měl velmistr uhradit.
Přestože byl Jakoubek z Vřesovic po bitvě u Lipan od Kostomlat vylákán k účasti v bitvě u Řevničova, k hradu se posléze vrátil a dobyl jej. Není jasné, zda k tomu došlo vojenským útokem, nebo se posádka vzdala. Svatojánského sněmu konaného 24. června 1434 se Jakoubek ani zástupci žatecko-lounského svazu neúčastnili, a pravděpodobně tak stále hrad obléhali. Dobyli jej nejspíše před polovinou srpna, kdy Jakoubek podnikal útoky na nepřátelské statky v česko-bavorském pohraničí. Brzy poté mu Albrecht z Dubé hrad pravděpodobně prodal a Jakoubka jako majitele Bartošek z Drahonic ve své kronice uvedl ke 4. červnu 1435. O dva roky později, 8. června 1437, si Jakoubek z Vřesovic nechal se svolením císaře zapsat žlutické a kostomlatské panství do zemských desek.
Po ztrátě Chomutova na Kostomlatech po určitou dobu sídlil Jan z Vřesovic, který se po hradě psal v době okolo roku 1458. Jan se až do roku 1465 o hrad soudil s Benešem z Kolovrat. Krátce po vyhraném sporu Kostomlaty roku 1466 předal do správy svému nejstaršímu synu Jarošovi. Potomci Jana z Vřesovic podle hradu psali Kostomlatští z Vřesovic, zůstal hrad i s panstvím až do začátku třicetileté války. Jako všechny středověké hrady se v průběhu 16. století staly i Kostomlaty pro své majitele neobyvatelné. Postupně si vystavěli nová sídla v městečku Kostomlatech pod hradem. V roce 1606 už na hradě, který postupně chátral, nikdo nebydlel. Po stavovském povstání roku 1618 byl tehdejším majitelům, Petrovi a Oldřichovi Kostomlatským z Vřesovic, zkonfiskován. Pak ho i s panstvím koupili Černínové z Chudenic.
Roku 1841 začal Josef Fenzel z Kostomlat v dolním hradu stavět výletní restauraci. Vystavil v ní nálezy uskutečněné při planýrce a kopání základů. Tím byla do budoucna zmařena možnost archeologického průzkumu v tomto prostoru.[zdroj⁠?!] Hostinec spolu s rozhlednou ve velké věži zanikl v padesátých letech dvacátého století. Z hostince zbyla jen část zdí a sklep.
V roce 1998 bylo založeno Občanské sdružení pro záchranu hradu Kostomlaty, které o památku pečuje. Podařilo se mu získat finanční prostředky od Ministerstva kultury České republiky na opravu a konzervování části horního hradu.[zdroj⁠?!] V roce 2014 sdružení dokončilo opravu velké věže, ve které byla opět zřízena rozhledna.

## Stavební podoba
Kostomlaty jsou typickým příkladem hradu bergfritového typu. Dispozice hradu je od založení dvojdílná. Horní hrad se skládal z věže (bergfritu) a dvou protilehlých paláců, mezi nimiž bylo umístěno nádvoří na půdorysu nepravidelného lichoběžníku. Dolní hrad tvořilo rozlehlé předhradí, do něhož se vstupovalo hranolovou branou, kterou chránila kulatá věž. V předhradí byly umístěny hospodářské budovy. Dnešní cesta ke hradu respektuje původní přístup. Ještě před vstupem do předhradí přetínala cestu kulisová brána, která byla součástí parkánové hradby a ze které se dochovala část zdiva. Druhá brána, sloužící vstupu do předhradí, měla čtvercový půdorys a vnitřní neuzavřená strana byla otevřená dovnitř. Okrouhlá věž nad ní má čtvercový interiér, zakončena byla podsebitím na kamenných konzolách. Horní hrad byl od dolního oddělený příčným příkopem a hradbou. V té byla třetí brána umístěná pod bergfritem. V jihovýchodní části opevnění horního hradu pak byl vstup do nádvoří, vymezeného dvěma protilehlými paláci. V polovině 15. století byl západní palác přestavěn a o jedno patro zvýšen. Tuto přestavbu dokumentují tři velká okna. Vchod do bergfritu byl pak možný z prvního patra západního paláce. Bergfrit byl zakončený užší nástavbou, kolem které obíhal ochoz. Tomáš Durdík tuto stavbu definuje jako věž typu máselnice.
V polovině 19. století bylo ve věži vybudováno točité dřevěné schodiště. Hrad byl chráněn dvěma hradebními okruhy: parkánovým a vnitřním. V polovině 15. století byla ochrana hradu zesílena dvěma čtvercovými, dovnitř obrácenými baštami, které se staly součástí jižní parkánové hradby horního hradu. V téže době byla rovněž postavena dvouprostorová budova před východní parkánovou hradbu horního hradu.

## Obléhací opevnění
Pozůstatkem obléhání jsou dva opevněné areály. První se nachází 370 metrů jihozápadně od hradu. Má oválný půdorys s rozměry 210 × 70 metrů a téměř celý jej obkopuje val a na jihu navíc zdvojený příkop. Rozměry valu i příkopu jsou proměnlivé. Val místy dosahuje výšky až pět metrů a šířky čtrnáct metrů, zatímco na jihovýchodě zcela mizí. Podobně vnitřní příkop v nejširším místě měří sedmnáct metrů a je 2,5 metru hluboký. Vnější příkop je hluboký okolo šesti metrů a šířka dosahuje až devatenáct metrů. Druhý areál se nachází 175 metrů západně od hradu, ale jeho využití při obléhání je sporné. Na straně ke hradu stály dvě stavby, z nichž jedna byla zahloubená a druhou obklopovaly nejspíše obranné náspy.
Ani jeden z areálů neobsahuje postavení pro praky nebo obléhací děla. Z prvního by bylo možné ostřelovat jen úvozové cesty před hradem a druhý by vzhledem k výrazně nižší nadmořské výšce oproti hradu ostřelování neumožňoval. Důvodem může být, že Jakoubek z Vřesovic nechtěl hrad poškodit, ale využít pro osobní prospěch nebo pro potřeby husitů.
Z obou areálů a jejich okolí pochází několik desítek kovových nálezů získaných detektorem kovů (srp, pant, sekera, hřebíky, oka řetězu či petlice, podkovy, nože, střely z kuše a palných zbraní). Ve srovnání s jinými obléhanými hrady je množství nálezů malé, což může být způsobeno buď neúplným průzkumem okolí hradu, nebo vyčerpáním lokality nelegální detektorovou prospekcí.

## Hrad ve filmu
Na hradě se roku 2007 natáčel snímek Nejkrásnější hádanka režiséra Zdeňka Trošky, inspirovaný pohádkami Jana Drdy.

## Přístup ke hradu
Z obce Kostomlaty vede nahoru zelená turistická značka. Cesta je odtud dlouhá zhruba 1 500 metrů s převýšením 150 metrů. Druhou, podstatně méně náročnou možností je přístup po stejné značce z opačného směru, připojíme-li se na ni na křížení se silnicí Kostomlaty–Milešov. Z vrcholu (566 m n. m.) je při vhodném počasí dobrý rozhled na Krušné hory i České středohoří, Teplice s Doubravskou horou.

## Galerie

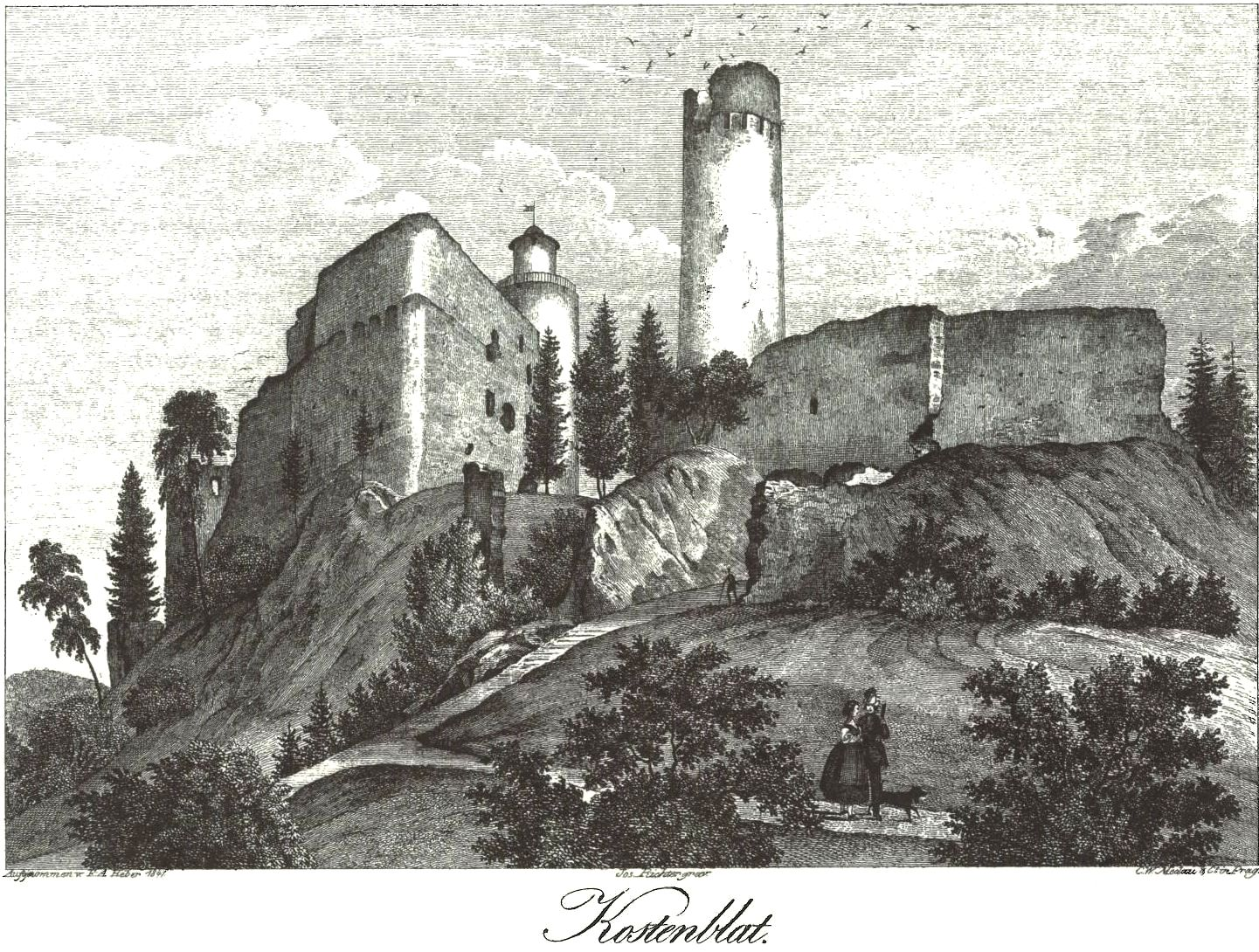
Kostomlaty na rytině F. A. Hebera z roku 1841
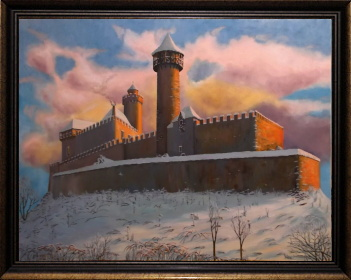
L. Herc: Kostenblatt
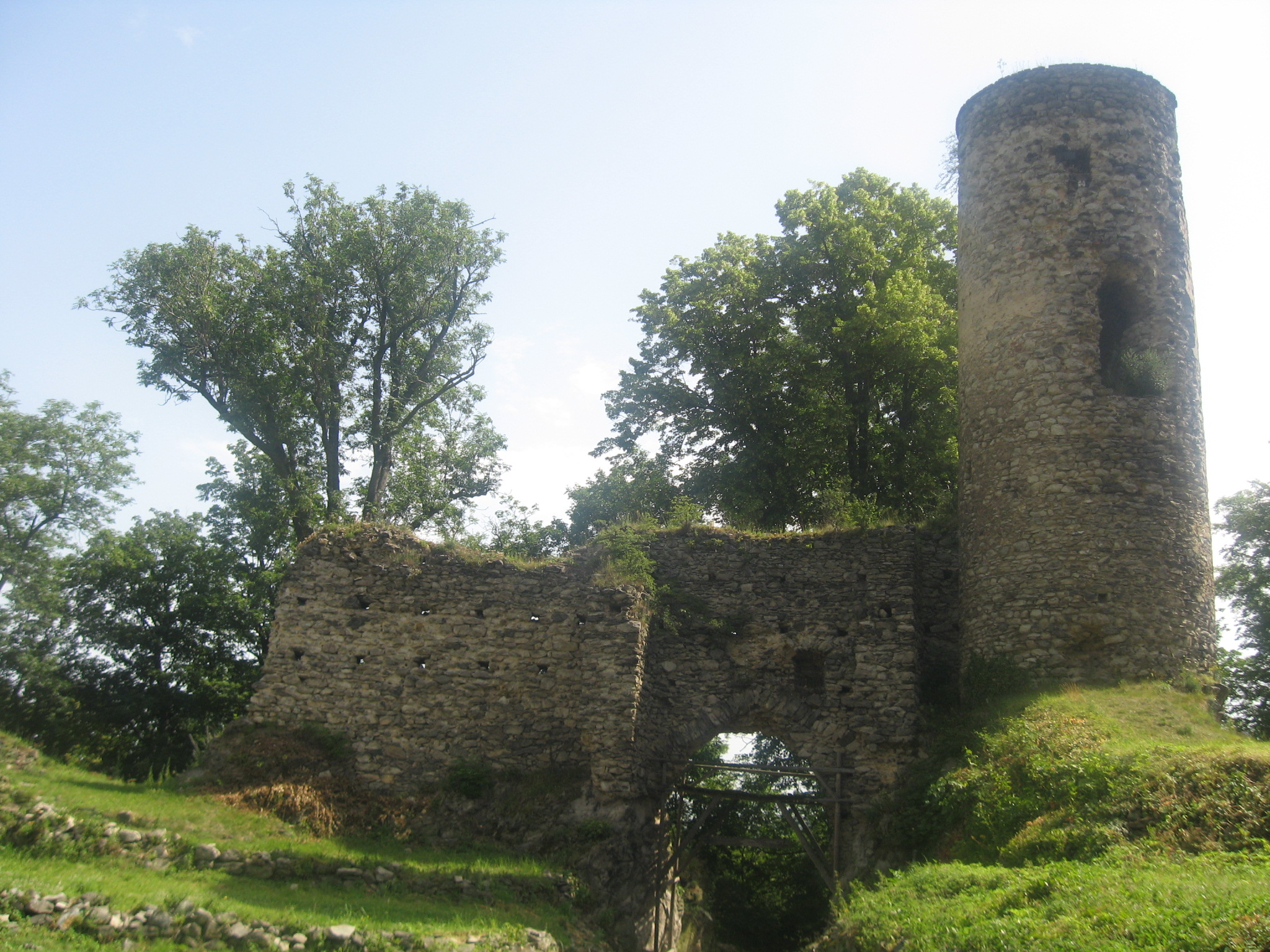
Brána s dolní věží
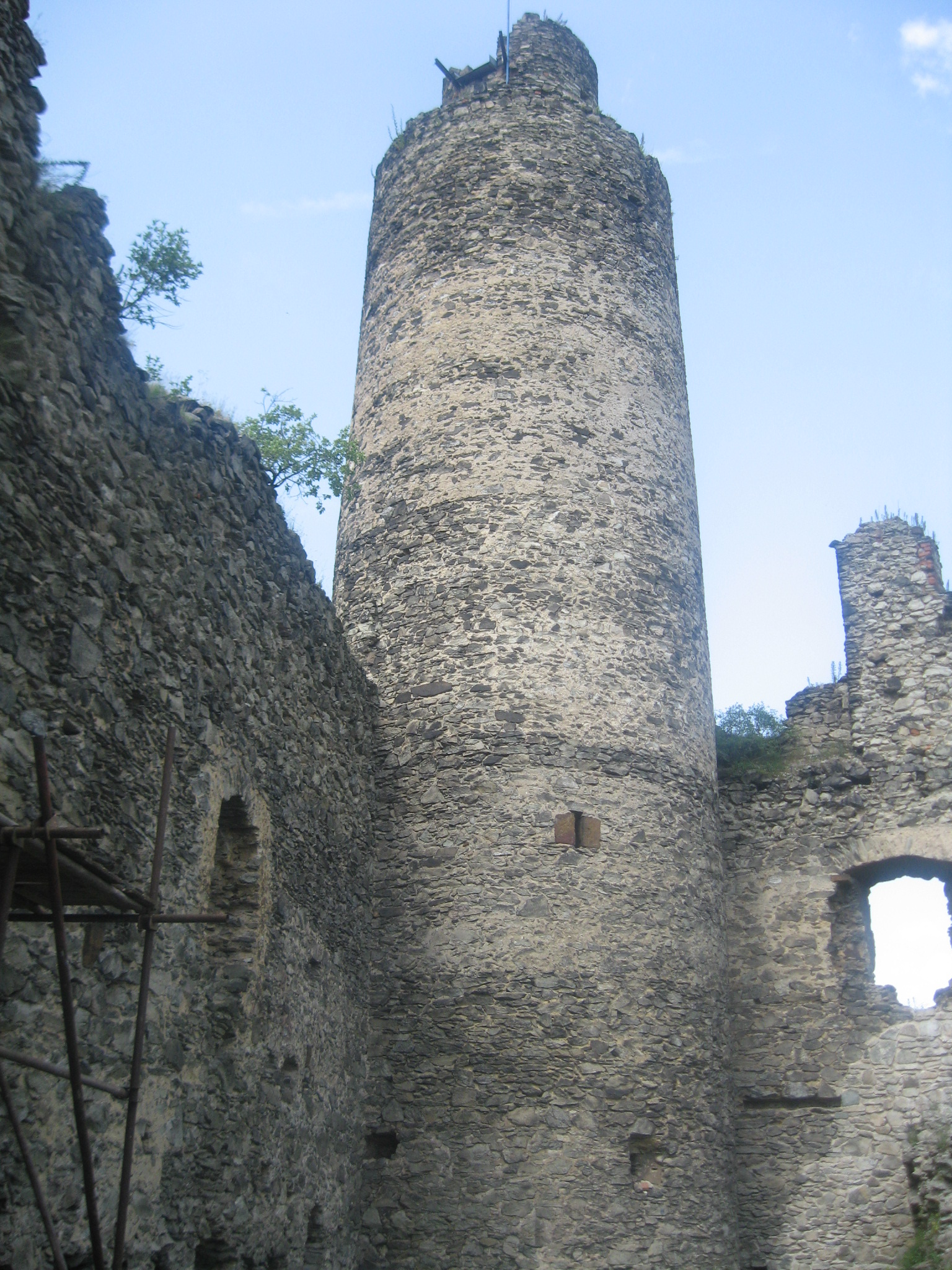
Věž (bergfrit) v horním hradu
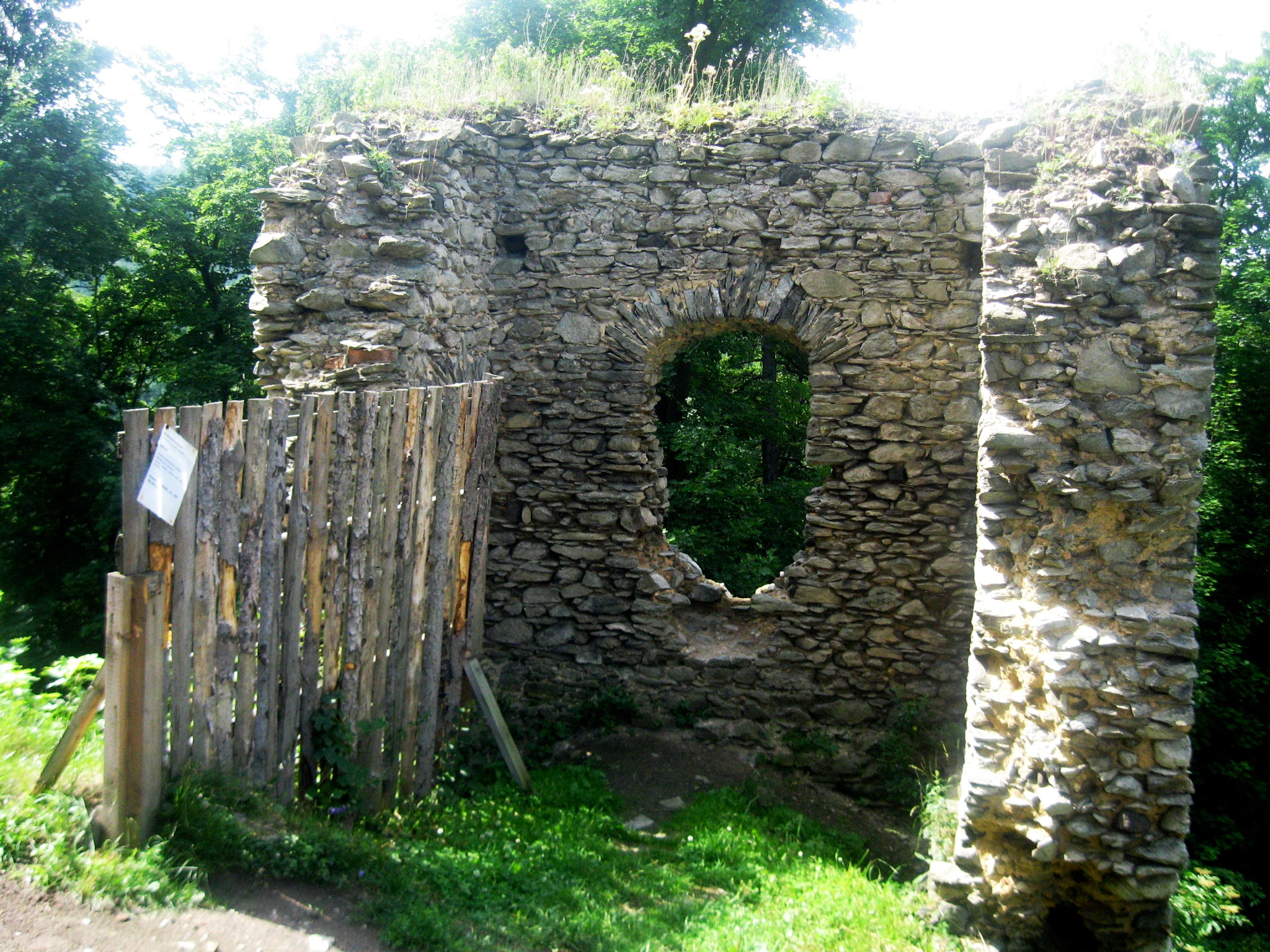
Bašta z poloviny 15. století
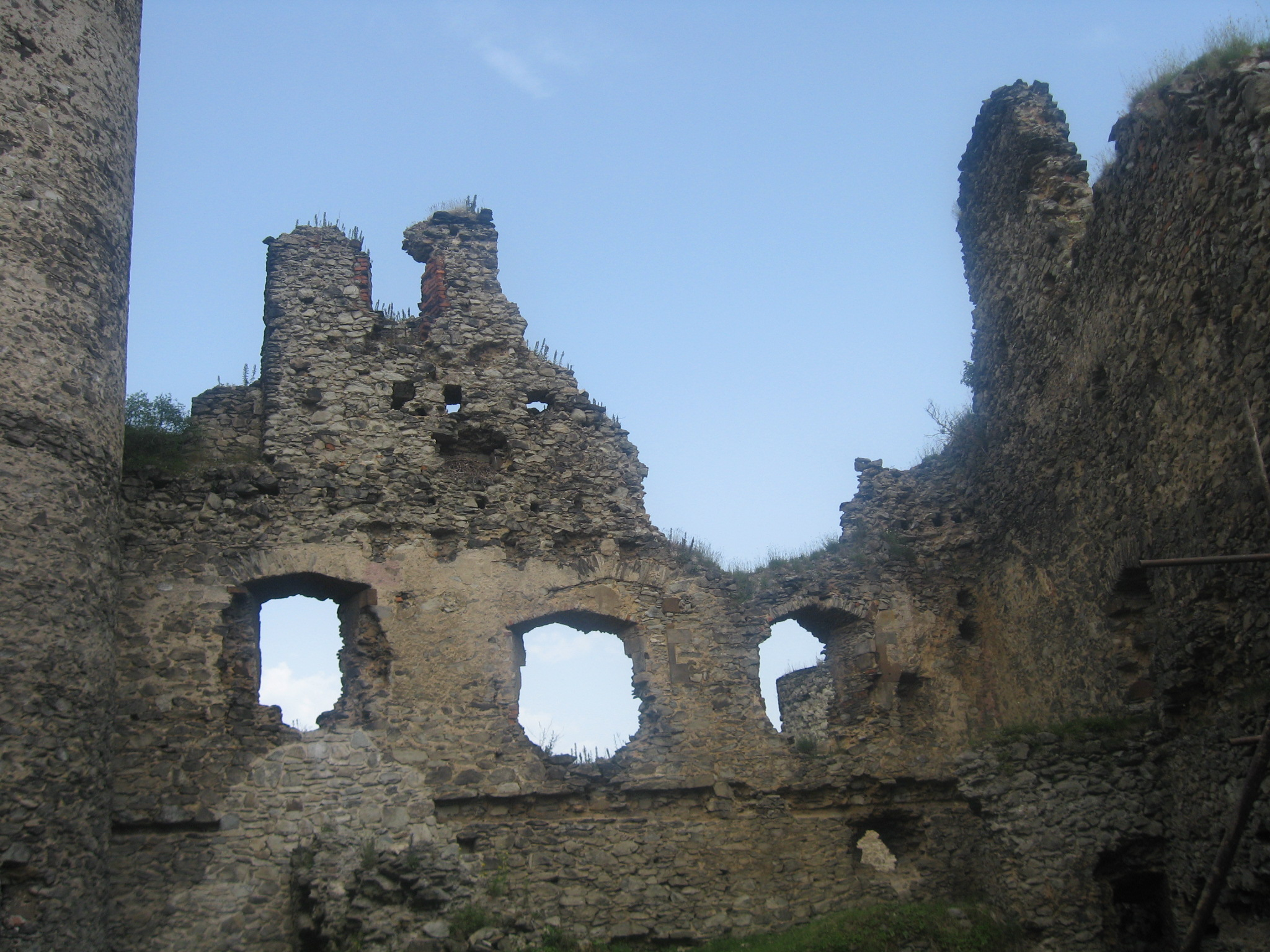
Západní palác
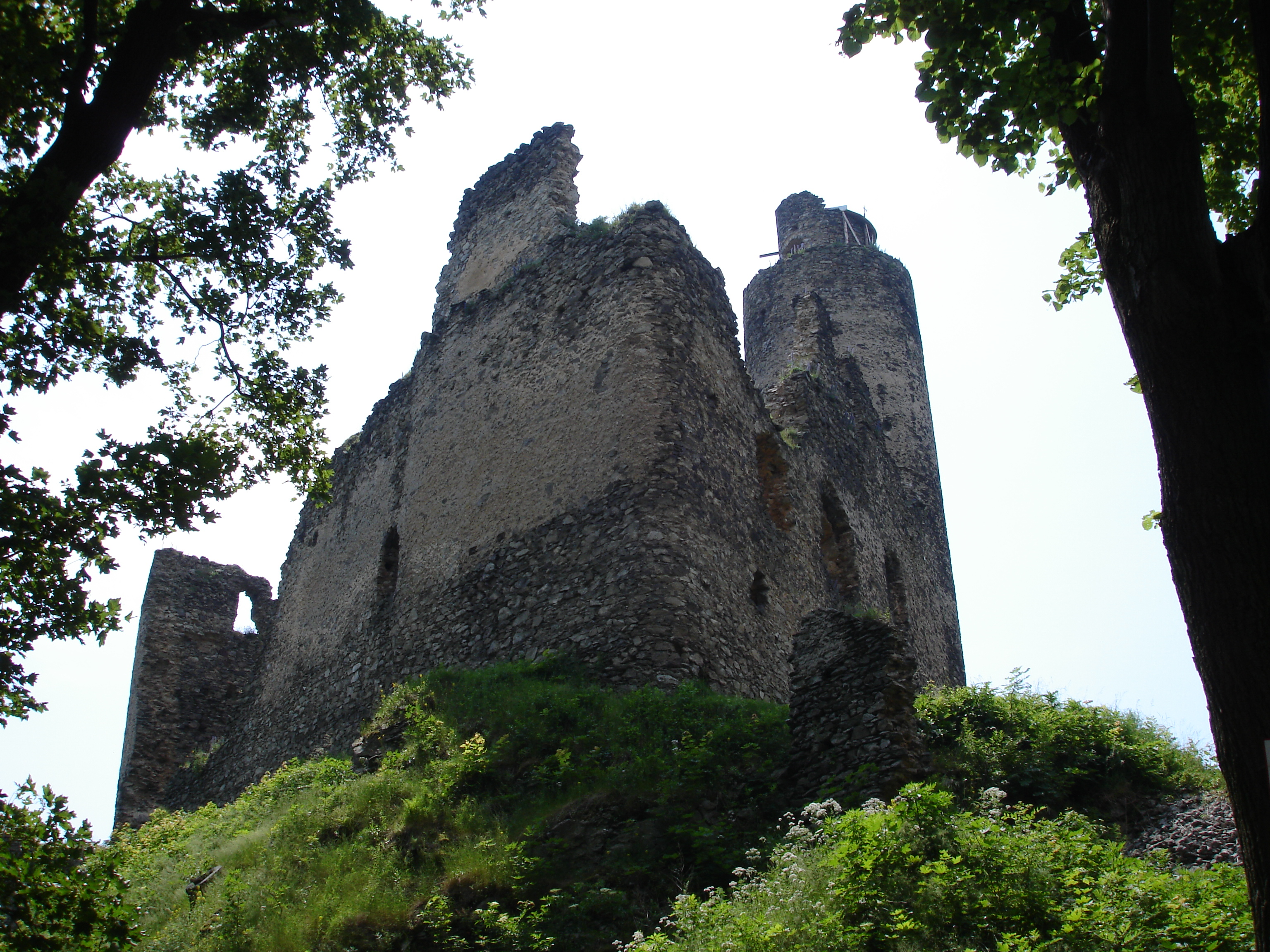
Pohled na horní hrad od severozápadu
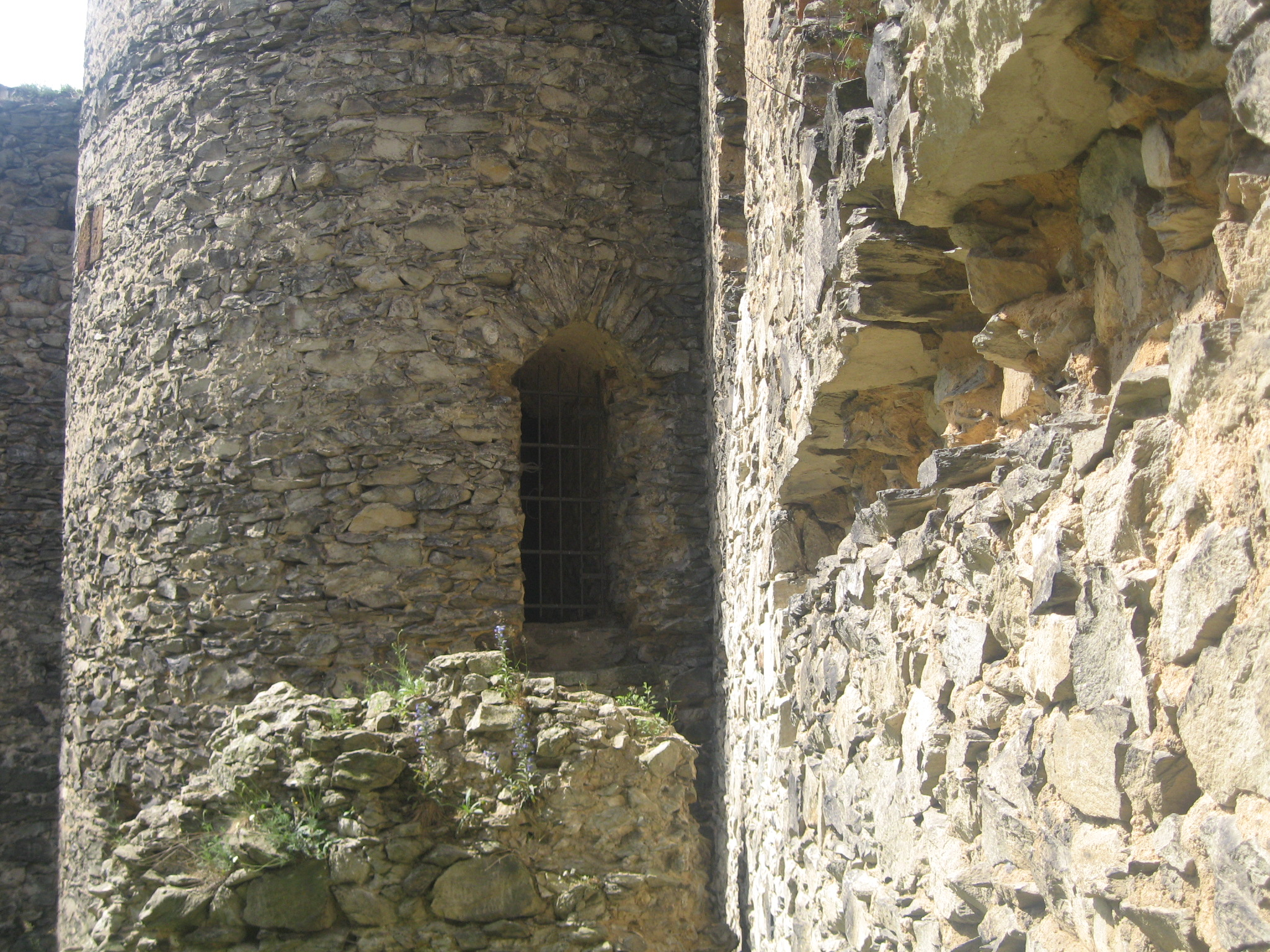
Vchod do věže v horním hradu
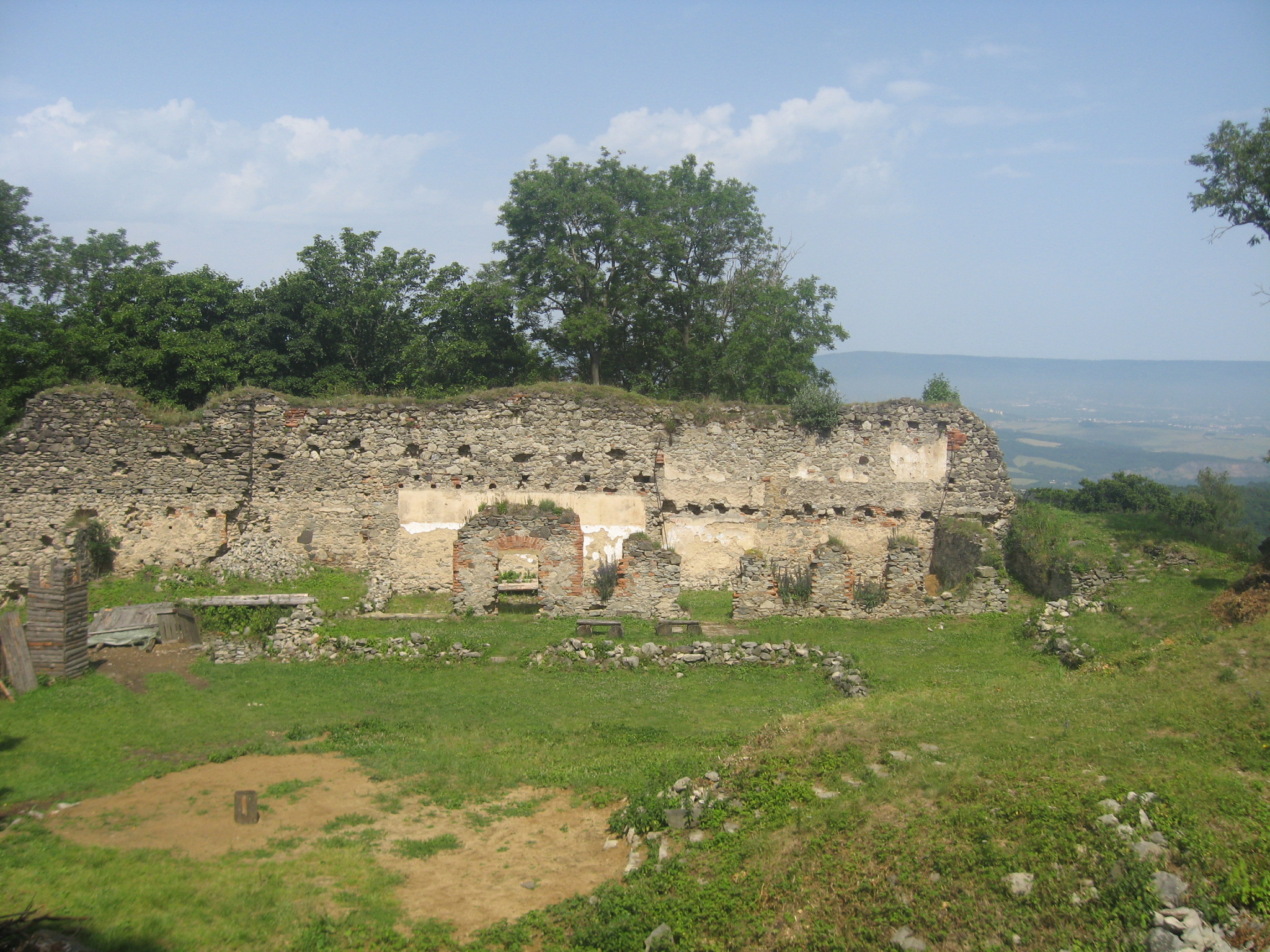
Zbytky hostince z 19. století